# Francisco Borges da Silva
Francisco Borges da Silva (Santo Amaro de Oeiras, 10 de maio de 1786 — Ponta Delgada, 25 de novembro de 1820) foi um engenheiro militar, pioneiro nos estudos demográficos e de estatística económica, que se distinguiu como pensador político, intelectual e poeta.

## Biografia
Nasceu em Oeiras, filho do homónimo Francisco Borges da Silva, militar do Exército Português que terminaria a sua carreira como major de Artilharia. Destinado a seguir a carreira paterna, assentou praça como cadete, aos 13 anos de idade, no Regimento de Artilharia da Corte. Nesta unidade frequentou o Colégio de Ensino Militar de 1802 a 1807, ano em que embarcou para o Brasil, no contexto da eclosão da Guerra Peninsular e da transferência da corte portuguesa para o Brasil.
Em 1808 foi promovido a 1.º tenente do Real Corpo de Engenheiros (os Reais Engenheiros) e passou a trabalhar no Arquivo Militar então criado no Rio de Janeiro, onde permaneceu até em 1810 ser nomeado para uma comissão de serviço na ilha de São Miguel, no arquipélago dos Açores. Partiu para os Açores em 1811, sendo por esse tempo promovido a capitão.
Vindo do Brasil, a 23 de junho de 1811 chegou a Angra, na ilha Terceira, sede da Capitania Geral dos Açores, onde o então capitão-general, Aires Pinto de Sousa Coutinho, o encarregou de chefiar uma Comissão de Engenharia de Ilha de São Miguel, então criada, que tinha como objetivo inspeccionar o estado das fortalezas e dirigir os reparos que se mostrassem necessários. A criação daquela comissão visava elaborar um parecer sobre a fortificação da ilha, que precisava de ser atualizada, uma vez que ainda apresentava características da fortificação dos séculos XVI e XVII.
Para executar a missão de que fora encarregado pelo capitão-general dos Açores Aires Pinto de Sousa Coutinho, chegou a 30 de junho de 1811 à ilha de São Miguel, na companhia do novo Governador Militar da ilha, José Francisco de Paula Cavalcanti de Albuquerque (que exerceu o cargo de 1811 a 1815). Após se ter instalado em Ponta Delgada, fez um rápido reconhecimento do estado da fortificação da ilha e, baseado no Relatório elaborado em 1808 pelo sargento-mor João Leite de Chaves e Melo Borba Gato, recolheu os dados necessários para fundamentar o seu relatório sobre a fortificação daquela ilha.
Na qualidade de chefe da Comissão de Engenharia, cargo que exerceria até falecer em 1820, para além de inspeccionar os fortes da ilha, primeira missão da Comissão, desenvolveu diversos planos de engenharia militar, entre os quais se contam as obras de melhoramento do Castelo de São Brás, em Ponta Delgada, e a fortificação do Alto da Mãe de Deus, último reduto militar construído na ilha e simultaneamente o primeiro «passeio público» dos Açores. O projecto desta última estrutura, datado de 1815, só mais tarde seria executado, sob a orientação do governador militar José Teixeira Homem de Brederode.
As obras de melhoramento do Castelo de São Brás, a principal fortificação da cidade de Ponta Delgada, que ampliou e remodelou profundamente com obras que deram àquele forte o seu aspecto atual, incluíram a introdução de um quartel para a tropa, obra contestada pelo governador militar da ilha, ao tempo Sebastião José de Arriaga Brum da Silveira.
Com o objetivo de avaliar o estado das fortificações e determinar as que deviam ser abandonadas ou reconstruidas, bem como as que se deviam construir de novo, desenvolveu uma intensa atividade no reconhecimento da ilha de São Miguel. Face à inexistência de uma carta topográfica que permitisse o estudo do terreno para avaliação das necessidades de defesa e outras, principiou o levantamento de uma carta hidro-topográfica, que terá concluído, mas da qual não se conhece qualquer exemplar. Também elaborou, com base no roteiro náutico de Vicente Tofiño de San Miguel, cartas das costas de várias ilhas dos Açores, atualmente depositadas na Biblioteca Pública de Ponta Delgada.
Em resultado do seu labor na chefia da Comissão de Engenharia, foi responsável pela reconstrução de 23 fortificações e ergueu, de raiz, o Forte Gonçalo Velho, em Vila Franca do Campo, e o Reduto do Príncipe, em São Roque. Também planeou e dirigiu a construção de diversas estradas na costa sul da ilha, a fim de permitir uma rápida deslocação das tropas e de artilharia para socorro das guarnições que fossem atacadas.
Para além das suas funções de chefe da Comissão de Engenharia, ainda em 1811 apresentou um plano de reorganização do Corpo de Milícias de São Miguel e, em 1812, um detalhado e abrangente Plano Geral de Defesa de São Miguel que, conforme a sua opinião, poderia ser aplicado, com ligeiras adaptações, na defesa de todo o arquipélago.
Ainda no âmbito das suas funções de engenheiro militar elaborou um estudo, que viria a ser influente na posterior decisão de construir um molhe artificial em Ponta Delgada, que intitulou Primeira Memória para Servir de Introdução ao Projecto de Construção de um Porto na Ilha de São Miguel, cujo resumo foi publicado no periódico londrino O Investigador Português em Inglaterra. Nesse contexto, e para justificar o investimento portuário que propunha, elaborou um Estudo corográfico-estatístico das ilhas de S. Miguel e Santa Maria, obra pioneira no campo das estatísticas económicas nos Açores, obra que foi publicada em 1919 na Revista Michaelense Na sequência dessa primeira memória, defendeu a implantação de um porto artificial em Ponta Delgada, tendo enviado para a Corte duas memórias detalhadas, sustentando que a economia da ilha não se desenvolveria sem uma infraestrutura portuária capaz. Insistiu na ideia, apresentando ainda um projeto de construção alternativo ao do tenente-coronel, engenheiro hidráulico, José Theresio Michelotti, também do Real Corpo de Engenheiros.
Também se ocupou do assinalamento marítimo, ao tempo crítico para a navegação dada a inexistência de faróis nos Açores. Com esse objectivo, projetou uma rede de faróis para melhorar a segurança da navegação, tendo chegado a construir um na torre da Matriz de Ponta Delgada e outro na Ponta da Galera e escolheu o local para um outro na Ponta do Arnel. Também se lhe devem melhoramentos no abastecimento público de água a Ponta Delgada, tendo colaborado na execução do cano da água para o abastecimento de Ponta Delgada, conforme plano do tenente-coronel José Terésio Michelloti.
Dotado de uma grande capacidade de trabalho e de excelentes conhecimentos técnico-profissionais, a par de uma vasta cultura política, económica e social, cultivava ideias reformistas e avançadas para a sua época, inseridas nas correntes do movimento iluminista português tardio do fim do Antigo Regime. Extravasando em muito as suas funções de engenheiro militar, desenvolveu reflexões e múltiplas propostas para a reforma da sociedade açoriana, incluindo a modernização da administração pública e do ensino, a reestruturação do regime fundiário e a reforma da igreja. Sustentando que a base do desenvolvimento de um povo é a sua educação, propôs a reestruturação do ensino então existente e a criação de um colégio de educação a funcionar no convento dos Gracianos de Ponta Delgada, definindo a sua estrutura, financiamento e outros aspectos. Observe-se que o primeiro liceu fundado em Ponta Delgada, algumas dezenas de anos depois, assentava em regras em tudo semelhantes às sugeridas por Borges da Silva.
Entre essas propostas conta-se um Ensaio sobre a Administração da Real Fazenda da Ilha de São Miguel, estudo extenso e aprofundado onde conclui pela necessidade de melhorias e modernização na organização e gestão da administração pública, pela criação de uma Junta da Real Fazenda em São Miguel, subordinada à de Angra, embora advogando a separação administrativa da ilha de São Miguel em relação à ilha Terceira. Neste estudo procurou também demonstrar que o valor económico da ilha justificava a construção do porto artificial, cujos rendimentos pagariam os seus custos.
O seu Estudo corográfico-estatístico das ilhas de São Miguel e Santa Maria é uma extensa análise estatística e demográfica das ilhas de São Miguel e de Santa Maria, que integra uma síntese histórica das ilhas, da sua organização administrativa, militar e eclesiástica, população, mortalidade, nupcialidade, emigração, hábitos dietéticos e principais atividades económicas por concelho. Tentou ampliar o estudo a todo o arquipélago, mas não foi autorizado pelo então capitão-general. Nele desenvolveu teorias, avançadas para a época, sobre as origens geológicas e a morfologia da ilha de São Miguel.
Dedicou-se também a estudos históricos, sendo autor de um Extracto da História das Ilhas dos Açores, e foi poeta arcádico, tendo publicado no O Investigador Português em Inglaterra, de 1813 a 1817, os poemas que intitulou Odes Pindárias ao Governador da Ilha de S. Miguel, Odes a Filinto Elísio e Hino a S.M.F. o Senhor D. João VI. No seu estudo histórico demonstra conhecer com relativa profundidade a história dos Açores e os seus principais cronistas, nomeadamente Gaspar Frutuoso, António Cordeiro e Agostinho de Monte Alverne. Na vertente poética revela extensos conhecimentos dos clássicos gregos e latinos e boa qualidade compositiva.
Foi também autor de uma recensão crítica, a que deu o título de Refutação das Falsidades ali Publicadas ou a Impostura de T. A. Desmascarada..., também publicada no O Investigador Português em Inglaterra, em que refuta polémica obra de Thomas Ashe sobre os Açores, intitulada ''History of the Azores, or western Islands;..., tendo em conta que aquele autor advogava a integração dos Açores na esfera do Império Britânico sob a forma de um protetorado, apresentando uma detalhada descrição das ilhas e um conjunto de argumentos visando demonstrar as vantagens da integração do arquipélago no Império Britânico, bem como sugestões para o seu governo.
No desenvolvimento da sua carreira militar, em 1814 foi promovido a major e em 1819 a tenente-coronel. Foi neste último posto que em 1820 faleceu em Ponta Delgada, aos 34 anos de idade, solteiro. O seu nome é lembrado na toponímia de Ponta Delgada, onde à esplanada do Castelo de São Brás foi dado o nome de «Jardim Francisco Borges da Silva».